# مستقبل ريتينويد أكس غاما
مستقبل ريتينويد أكس غاما (بالإنجليزية: Retinoic acid receptor gamma)‏ (ومختصرهRXR-gamma)، كما يعرف باسم المستقبل النووي عائلة 2، مجموعة ب، عضو 3 (بالإنجليزية: nuclear receptor subfamily 2, group B, member 3)‏ (NR2B3) وهو مستقبل نووي موجود عند الإنسان ومشفر بالمورثة RXRG.